# オールド・イングリッシュ・スパニエル
オールド・イングリッシュ・スパニエル（英：Old English Spaniel）は、イギリスのイングランド原産のスパニエル犬種である。

## 歴史
いつごろ誕生したかはよくわかっていないが、17世紀に描かれたスポーツ画などにたびたび取り上げられていることから、それ以前に存在していた可能性が高い。本種の原種は同国原産で巻き毛の実用フラッシング系スパニエル犬種のアクアレート・スパニエル（英：Aqualate Spaniel）で、アクアレートの直系の子孫が本種である。
元は鳥のフラッシング（追い出し）を行っていた。他の多くの鳥猟犬と同じく、主人を犬とでペアになって猟を行った。獲物のにおいを追跡し、発見すると主人の指示に従って茂みから鳥を追い出し、飛び立たせた。飛び立った鳥は主人の猟銃によって撃ち落ちされ、落ちてきた鳥は1往復に1匹ずつしか運ぶことができないが、残りなく確実に主人の下へ回収した。このような実用犬として働くために作り出された犬種だが、後に貴族の愛玩犬としても飼育されるようになった。
しかし19世紀の終わりごろから20世紀のはじめにかけての期間に絶滅してしまい、現在その生きた姿を見ることはできない。

## 特徴
その姿は典型的なスパニエル犬種のものである。脚が細長く、小柄で華奢な体格をしている。ストップ（マズルと額の間）は浅く、短めだが先細りのマズルを持つ。耳は垂れ耳、尾はサーベル型の垂れ尾。耳と尾、胸部、臀部などには飾り毛がある。コートは柔らかくフラット（ストレート）のロングコートで、毛色はホワイト・アンド・レッドが主流。ちなみに本種のこの色はいわゆる「ブレンハイム」と同じか、非常に近い毛色・模様である。ブレーズは必ずホワイトである。体高約36cm、体重8kg前後の小型犬で、性格は明朗で温和、活発で友好的だったといわれている。